# Boys Don't Cry
Boys Don't Cry és una pel·lícula estatunidenca dirigida per Kimberly Peirce, estrenada el 1999.

## Argument
Teena Brandon és un jove transsexual de 20 anys que decideix anar-se'n de la seva ciutat natal per anar a viure amb el seu cosí Lonny, per tal de poder ser reconegut com a home i es fa dir Brandon Teena.
Després que un grup de joves insulti Lonny sobre la seva homosexualitat i Brandon, ja que ha sortit amb la germana petita d'un dels nois, Lonny decideix fer fora Brandon.
Brandon coneix Candace en un bar salvant-la d'una temptativa de violació. A canvi, accepta albergar-lo i el presenta al seu grup d'amics, del qual forma part John Lotter i el seu millor amic Tom, així com la família Tisdel. Brandon s'enamora de Lana Tisdel i comencen una relació. Amagarà que no és un noi biològic. Però després d'una detenció per un xec fals i usurpació d'identitat, passarà una nit detingut i serà Lana qui pagarà la fiança. Per explicar per què és en una cel·la de dones, afirmarà ser hermafrodita. Allò no canviarà res als sentiments que Lana té per ell.
Lana persuadeix Brandon de portar compadida després per fugir de tots dos.
El cercle d'amics sabrà per aquesta detenció, la identitat oficial de Brandon, i el vespre de Nadal John i Tom forçaran Brandon a treure's els pantalons davant de Lana per ensenyar-li que no és un home. Lana mirarà sota coacció i marxarà plorant per amagar-se. John i Tom porten Brandon a un descampat i el violen i el colpeixen amenaçant-lo de matar-lo si els denuncia.
El 31 de desembre, John i Tom són interrogats sense ser detinguts per a la violació. Quan surten, busquen per tot arreu Brandon. El troben amb Candace i els maten a tots dos davant de Lana i del bebè de Candace.

## Repartiment
- Hilary Swank: Teena Brandon
- Chloë Sevigny: Lana
- Peter Sarsgaard: John
- Brendan Saxton III: Tom
- Alicia Goranson: Candace
- Jeanetta Arnette: Juliet Tisdel, la mare de Lana
- Alison Folland: Kate
- Matt McGrath: Lonny

## Premis
- 2000 Globus d'Or a la millor actriu dramàtica per Hilary Swank.
- 1999 Oscar a la millor actriu per Hilary Swank

## Al voltant de la pel·lícula
- Aquesta pel·lícula està inspirada fidelment en la vida de Brandon Teena.
- Un documental de Susan Muska i Greta Olafsdottir The Brandon Teena Story  ja havia tingut el mateix argument el 1998.
- David Bowie fet una aparició cameo en aquesta pel·lícula.
- Boys Don't Cry és també el títol d'un albúm i d'una cançó de 1979 del grup anglès The Cure.
- Abans d'aquest film es filmà un curt amb el mateix nom que interpretà l'actriu Natalie Zea